# Pejukutan
Pejukutan is een bestuurslaag in het regentschap Klungkung van de provincie Bali, Indonesië. Pejukutan telt 2846 inwoners (volkstelling 2010).